# Pazo (Brates)
Pazo (en gallego y oficialmente, O Pazo) es una aldea española situada en la parroquia de Brates, del municipio de Boimorto, en la provincia de La Coruña, Galicia.

## Demografía
| Gráfica de evolución demográfica de Pazo entre 2000 y 2018 |
|                                                            |
| Datos según el nomenclátor publicado por el INE.           |